# Diaporthe retecta
Diaporthe retecta är en svampart som beskrevs av Fuckel & Nitschke 1867. Diaporthe retecta ingår i släktet Diaporthe och familjen Diaporthaceae.   Inga underarter finns listade i Catalogue of Life.